# 이쓰세노미코토
이쓰세노미코토(일본어: 五瀬命 イツセノミコト[*], ?~?)는 일본 신화에 등장하는 일본의 황족이다.

## 가족
- 조부:야마사치히코(호오리노미코토)
  - 부:아마쓰히타카히코나기사타케 우가야 후키아에즈노미코토(天津日高日子波限建鵜草葺不合命)
  - 모:다마요리히메(玉依毘 売命)